# Neuhaus (Gemeinde Weissenbach an der Triesting)
Neuhaus (ⓘ) im Wienerwald mit etwa 600 Einwohnern ist eine Ortschaft und Katastralgemeinde von Weissenbach an der Triesting und liegt in einem waldreichen Seitental nördlich des Triestingtals auf 423 m ü. A. an der Straße von Weissenbach über Nöstach oder Schwarzensee nach Alland.
Jahrhundertelang war es die Siedlung rund um Burg Neuhaus. Zwischen 1895 und dem Ersten Weltkrieg wurde es zu einem mondänen Kurort mit eleganten Hotels und Villen ausgebaut. In weiterer Folge konnte es an diese Zeit nicht mehr anschließen und geriet (auch nach Zerstörungen im Zweiten Weltkrieg) als Sommerfrischeort in Vergessenheit.
Der Ort ist jenes „Neuhaus“, das im Theaterstück „Heldenplatz“ von Thomas Bernhard erwähnt wird.

## Geschichte

### Burgort
1246 starb Friedrich II., der Streitbare, als letzter Babenberger im Kampf gegen die Ungarn. 1246–1251 ließ sich sein Mundschenk und Landrichter, Heinrich von Habespach, auf der Felsnase des Hausberges, wo ein Wachtturm stand, widerrechtlich eine Burg samt Umfassungsmauer und Wehrtürmen, ein „festes Haus“, erbauen. Urkunden nennen dieses feste Haus „novum castrum“. Die Bezeichnung Neues Haus wechselte in den nächsten 500 Jahren mehrmals die Schreibweise: Niwenhaus, Nivenhaus, Newhaus, Newenhaus, Newnhaus, Newhäussl, Newnhewslein, Neuhäusl, Neuhaus und Neyhauss.
1328 wurde Neuhaus als landesfürstliches Lehen erwähnt. 1349 brach in Neuhaus die Pest aus. 1377 verkaufte der letzte genannte Herr von Neuhaus-Habespach, Friedrich von dem Newnhaus sein Gut an einen Grafen Ortenburg. Am 13. Mai 1392 kam Neuhaus in den Besitz des Geschlechtes der Imprucker, die nahezu 200 Jahre hier herrschen. Unter ihnen wurde die Burg, das feste Haus, ausgebaut.  1481 brach erneut die Pest aus.
1529 blieb die Burg in der Ersten Wiener Türkenbelagerung verschont; die nahegelegene Burg Arnstein wurde zerstört. Am 20. Juni 1572 wurde die Burg an Bernhard Rabatto verkauft. Am 6. November 1595 kaufte Christoph Wolzogen die Burg Neuhaus. Die Wolzogen waren die Postmeister für das Gebiet des heutigen Niederösterreichs südlich der Donau. 1607 begann ein großzügiger Ausbau der Burg, u. a. entstand ein westlicher Rundturm.
1610 entstand ein evangelisches Gotteshaus, die jetzige, im Kern gotische Kirche. Neuhaus sowie das Nachbardorf Schwarzensee bildeten reformierte Enklaven im sonst katholisch geprägten Wienerwald. 1620 verkauften die Wolzogen die Burg dem Kaiser und wanderten in Folge des Auswanderungsediktes nach Deutschland aus. 1633 wechselten die Güter Neuhaus und Laxenburg im Tauschwege ihren Besitzer.
1683 wurden im Zuge der Zweiten Wiener Türkenbelagerung auch Burg und Ort zerstört.
1694 entstand im Westtrakt der Burg, dem heutigen Pfarrhof, eine Venezianische Spiegelerzeugung. 1701 verließ der erste Spiegel das Gewerk.  1720 wurden ein Gusshaus sowie ein Gewerksgebäude errichtet. Nach 1720 bestand der Ort fast ausschließlich aus der Spiegelerzeugung dienenden Gebäuden.  1726 ließ Kaiser Karl VI. die Burg für die Spiegelfabrik renovieren, daran erinnerte heute eine Gedenktafel im Burghof. 1769 wurde auf Betreiben von Kaiserin Maria Theresia in der Burg eine Volksschule errichtet. 1830 erfolgte die Verlegung der Spiegelfabrik nach Schlöglmühl, wo sie nach kurzer Zeit geschlossen wurde.
Im selben Jahr wurde Neuhaus an Georg Freiherrn von Sina – den Vater des Stifters der Sinawarte auf dem Hoher Lindkogel – für 341.000 Gulden verkauft. Er vererbte das Gut seiner Enkelin Anathasia Gräfin Wimpffen.

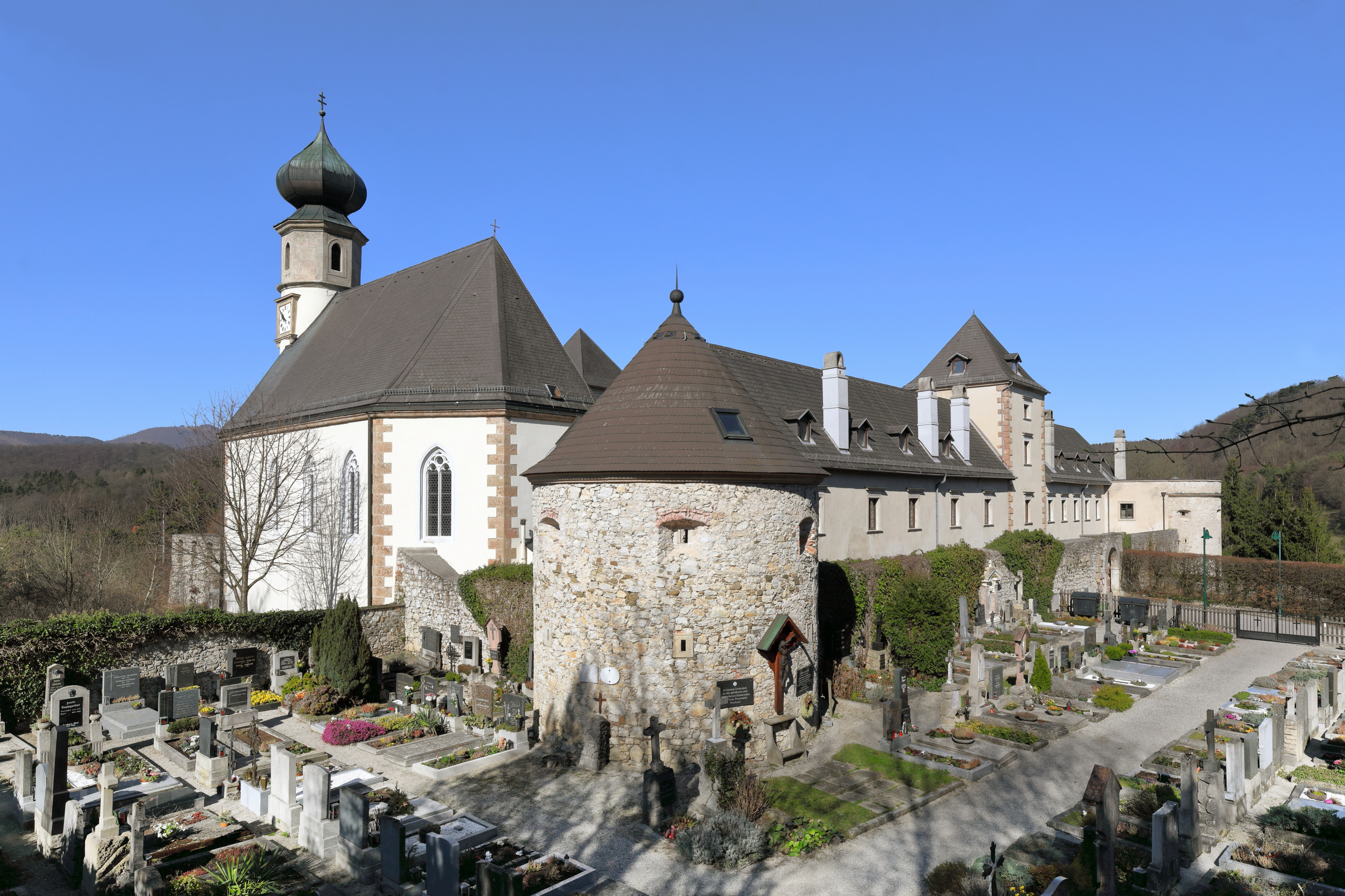
Burg Neuhaus
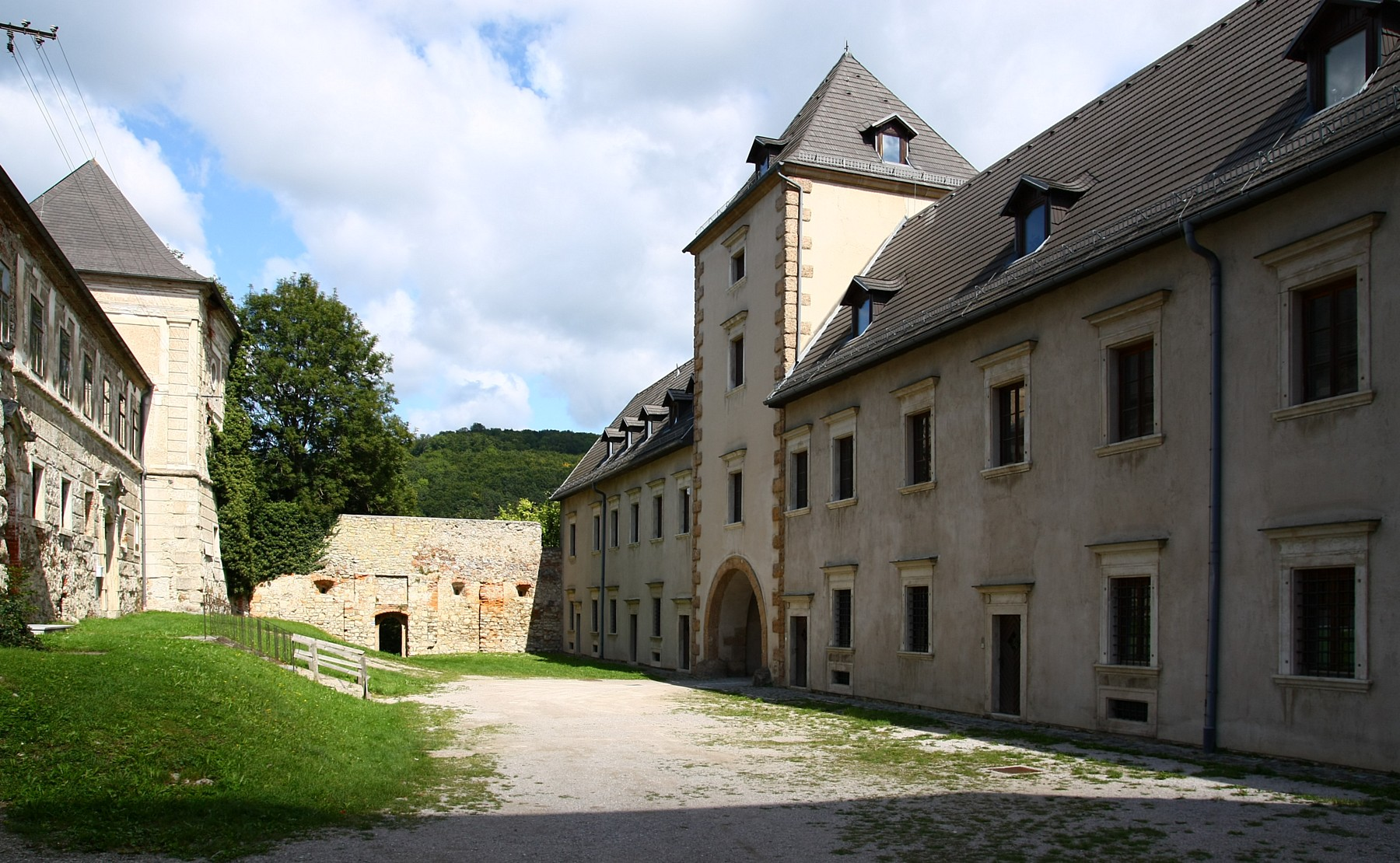
Der Innenhof der Burg: rechts der Ostbau, links der Westbau
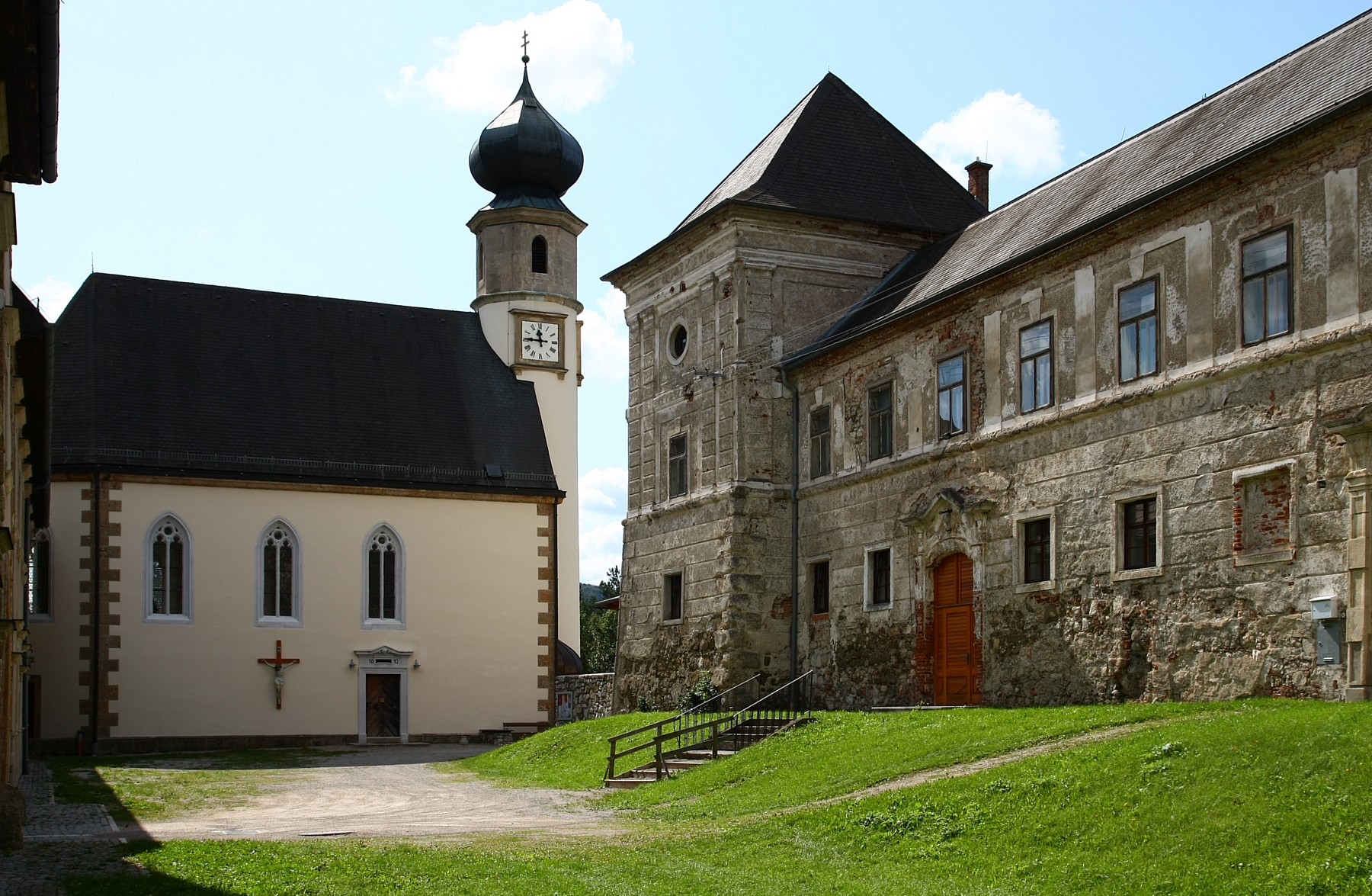
Die Kirche St. Nepomuk vom Innenhof der Burg gesehen

### Kurort

Rollschuhhalle mit dem Hotel d’Orange im Hintergrund (nach 1913)

1889 begann Simon von Wimpffen als Mitbesitzer des Gutes mit dem großzügigen Ausbau von Neuhaus; es entstanden Hotels, Villenanlagen, Teich, Freibad, Medizinalbäder, Rodelbahn vom Peilstein, Musikpavillon, Postamt, Apotheke, Wasserleitung, elektrisches Licht.  1895 wurde der Bau des Kurhotel Stefanie von Simon Graf Wimpffen errichtet, um seinen Gästen Unterkunft bieten zu können  1896 wurde der erste Bauabschnitt eröffnet. Insgesamt wurden an Wohninfrastruktur drei Hotels, 37 Villen in zwei Bauphasen in den Jahren 1895 und 1911 geschaffen. Neuhaus als mondäner Kurort wurde auch vom Kaiser und einigen Erzherzogen besucht; der kaiserliche Hof war häufig zu Gast und auch Gesandte des Kaiserhauses weilten hier als Gäste des Grafen Wimpffen. 1911 wurde das Curhotel d’Orange zum Mittelpunkt des gesellschaftlichen Lebens des Fin de siècle in Neuhaus. 1913–1914 entstand eine Rollschuhhalle. 1914 endete das Projekt Kurort Neuhaus durch den Beginn des Ersten Weltkriegs. 1925 starb Simon Graf Wimpffen; sein ihm nachfolgender Neffe, Georg, war wirtschaftlich glücklos.
1927 bestand zwischen dem Hotel d’Orange und Baden (Hauptplatz 17) eine direkte Busverbindung.  1927 wurde die Freiwillige Feuerwehr  gegründet.
Im April 1945 lag Neuhaus in der Schlussphase des Zweiten Weltkriegs tagelang an der Frontlinie. 31 Menschen starben; die Burg brannte im Laufe der Kämpfe aus. 1946 wurde die stark beschädigte Kirche instand gesetzt.
1976 erwarb die Familie Starlinger-Huemer, größter Unternehmer der Region, die Burg und begann deren Renovierung. Der Ort wuchs durch die Aufschließung neuer Baugründe. 1994 waren die historischen Kurhotels, nicht zuletzt infolge von deren Vermietung als Flüchtlingslager, weitgehend verfallen. 1998 begann Starlinger nun auch die weiteren vom Unternehmen erworbenen historischen Hotels, d’Orange und Stefanie, zu sanieren. 2002 wurde mit hohem finanziellen Aufwand der Erholungspark samt Biotop-Teich gestaltet; auch die Renovierung des d’Orange schritt voran. Als erstes Gebäude des alten Kurorts war 2004 die Wiederherstellung des d’Orange abgeschlossen.

## Gebäude unterhalb der Burg

### Kurhotel Stefanie
Um 1911 wurde hinter dem Hotel eine Heilanstalt erbaut. Bäderbedürftige Gäste sollten durch Medizinalbäder ihre Gesundheit wiedererlangen, Kurarzt war ein Dr. Kosel. Zwischen dem Hotel und dem Bädertrakt wurde ein gedeckter Gang errichtet, damit die Patienten vom Wetter unbeschadet in ihre Zimmer gelangen können.
1913 wurde der Kurbetrieb aufgenommen. Im selben Jahr wurde, wegen des großen Zulaufs zum Hotel Stefanie, in Fahrafeld an der Kreuzung zu Neuhaus das Bahnhofhotel des Grafen Wimpffen eröffnet. Die Pensions- und Badegäste wurde mit einem Fiaker nach Neuhaus gefahren.
Die Inflation nach dem Ersten Weltkrieg bewirkte das Fortbleiben der Gäste von Neuhaus, so wurde der Bäderbetrieb vorerst vorübergehend und ab 1919 ganz eingestellt, das Hotel bis 1945 gesperrt. Im Frühjahr 1938 wurden deutsche Kradschützen, Gebirgsjäger und andere Einheiten einquartiert.
1945 wurden die vor dem Abzug der deutschen Soldaten im Park vor dem Hotel aufgestellten Munitionskästen gesprengt; dabei gingen im Zentrum von Neuhaus etliche Fensterscheiben zu Bruch. Auch erhielt das Haus 1945 Kriegsschäden, doch war es noch so weit intakt, dass Neuhauser Familien, die im Krieg ihr Hab und Gut verloren haben, hier vorübergehend untergebracht wurden; dito eine Polizeistation mit neun Zivilpolizisten, die Gemeindekanzlei sowie das Postamt.
1953 kaufte der Fleischermeister Ratkofsky aus Fahrafeld das Gebäude der Kuranstalt und errichtete darin eine Fleischerfiliale, die 1962 wegen Pensionierung aufgelassen wurde.
Da die gräflichen Erben das Hotel Stefanie verkaufen wollten, wurde 1968 allen Wohnparteien gekündigt. Ab Sommer 1972 stand das Haus lange Zeit leer. 1977 kaufte das Gebäude der Gastwirt Satran aus Altenmarkt und ließ es außen renovieren, ohne dass ein Betrieb eröffnet wurde. Ab April 1982 arbeitete der Eigentümer mit Flüchtlingen aus dem Polenlager in Neuhaus an der Innenausgestaltung. Am 1. Juni 1982 zogen 30 polnische Flüchtlingsfamilien ein. Das Hotel wurde zum Durchgangslager für Polenflüchtlinge. Zeitweilig waren bis zu 150 Personen verschiedener Nationen untergebracht: Polen, Tschechen, Rumänen, Iraker, Iraner, Afghanen sowie Jugoslawen.

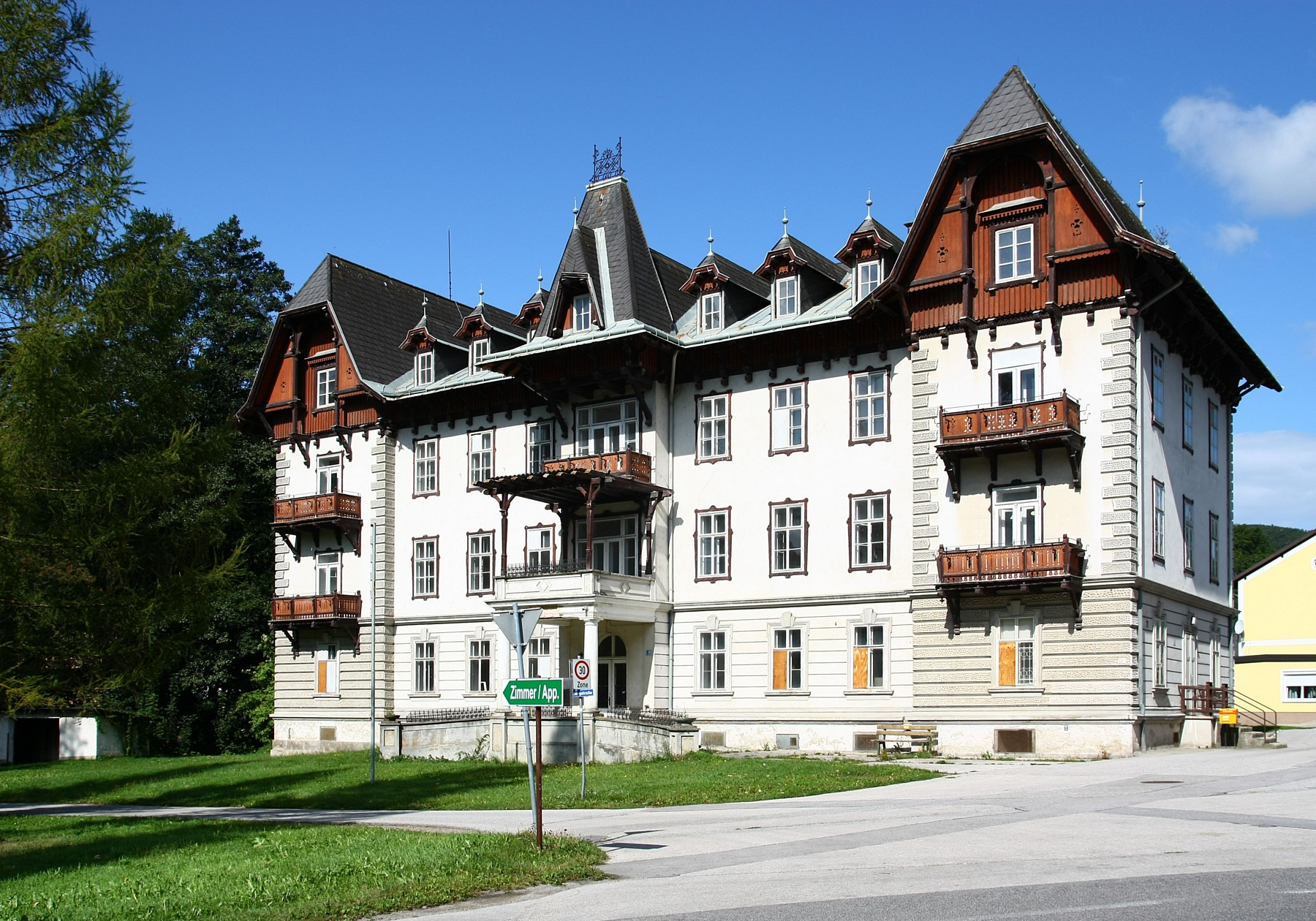
Kurhotel Stefanie (links), Hotel Neuhaus (rechts), Aufnahme um 1900

### Hotel Neuhaus (Hauptplatz Nr. 2)
1886 kaufte Simon Graf Wimpffen den im Zentrum von Neuhaus stehenden Gutshof und baute ihn, verbunden mit einer Aufstockung, in ein Herrenhaus um, wo der Graf, so er nicht auf Schloss Fahrafeld, die obere Etage bewohnte. Von dort aus war es ihm bequem möglich, die Umsetzung seiner Bauplanungen zu überschauen.
Etwas später wurde in den unteren Räumen ein Gast- und Beherbergungsbetrieb etabliert, das Hotel Neuhaus wurde feierlich eröffnet am 28. Februar 1897. Der Gastbetrieb wurde mit ungarischen Weinen beliefert; vierzehntäglich kamen Schweine und Rinder in die eigene Fleischerei nach Fahrafeld, von wo aus der ganze Gutsbetrieb versorgt wurde. Graf Wimpffen wollte mit dem Hotel sowie seinen weiteren Plänen dem Semmering Konkurrenz machen.
Hotel Neuhaus wurde zum bekanntesten Gastbetrieb der Umgebung. Sieben bis neun Pferdegespanne brachten die Sonntags- und Wochenendausflügler vom Bahnhof Weissenbach-Neuhaus zum Hotel, dessen Küche und Keller als gut und billig galten. Für die Unterhaltung der Gäste sorgte u. a. ein vor dem Hause musizierendes Zigeuner-Ensemble. Zu diesem Hotel wurde 1913 ein großer Saal gebaut, der Glassalon. Von 1922 bis 1924 war Hotel Neuhaus geschlossen, wurde dann wieder eröffnet, florierte jedoch kaum. Von
September 1938 bis gegen Ende 1939 war der Gastbetrieb im Hotelgebäude gesperrt. Um Weihnachten 1939 erfolgte die Übernahme durch den Pächter Josef Breitschopf, der das Lokal als einfaches Gasthaus bis 31. Mai 1959 mit unterschiedlichem Erfolg führte.
1945 erlitt das Herrenhaus große Schäden, die nur notdürftig behoben wurden. Im größten Zimmer des ersten Stocks (vorne links) wurde im Herbst 1945 eine Schulklasse eingerichtet; ihr folgte ein zweites Klassenzimmer (hinten links) im April 1948. Bis 5. September 1954 blieb die schulische Nutzung aufrecht.
Ebenfalls im Herbst 1945 eröffnete Otto Weiser aus Neuhaus im rechten unteren Teil des Hotels eine Gemischtwarenhandlung. 1948 übernahm die Konsumgenossenschaft Wienerwald dieses Lokal und führte es ohne Wasseranschluss und Klosett bis 1. September 1973.
1946 eröffnete Theresia Sohn aus Neuhaus in einem kleinen Raum links hinten ein Lebensmittelgeschäft, welches 1963 von Johann Binder aus Neuhaus übernommen und bis 1967 betrieben wurde.
Nach den Unruhen in Ungarn wurden 1956 zehn Flüchtlingsfamilien im ersten Stock des Hauses einquartiert. 1959 ging der Pächter Josef Breitschopf, in Pension. Ihm folgte für kurze Zeit, eine Tochter von Georg Graf Wimpffen, Maria Franziska, die sich bald durch Bedienstete vertreten ließ. Nach kurzer Zeit versuchte sich eine weitere Tochter von Graf Georg, Marianne, als Wirtin, schloss aber 1966 das Geschäft für immer. 1970 kaufte die Firma Horvath für ihren Betrieb das Hotel Neuhaus sowie den Glassalon; 1977 war Komm.-Rat Ziesa neuer Eigentümer des Hotels Neuhaus, 1982 die Familie Huemer. Nach 2003 wurde das Gebäude mit Ausnahme des langgestreckten, tonnengewölbten Festsaaltrakts abgebrochen, an dieser Stelle befindet sich nunmehr ein Zubau zu diesem „Glassalon“ genannten Festsaal.

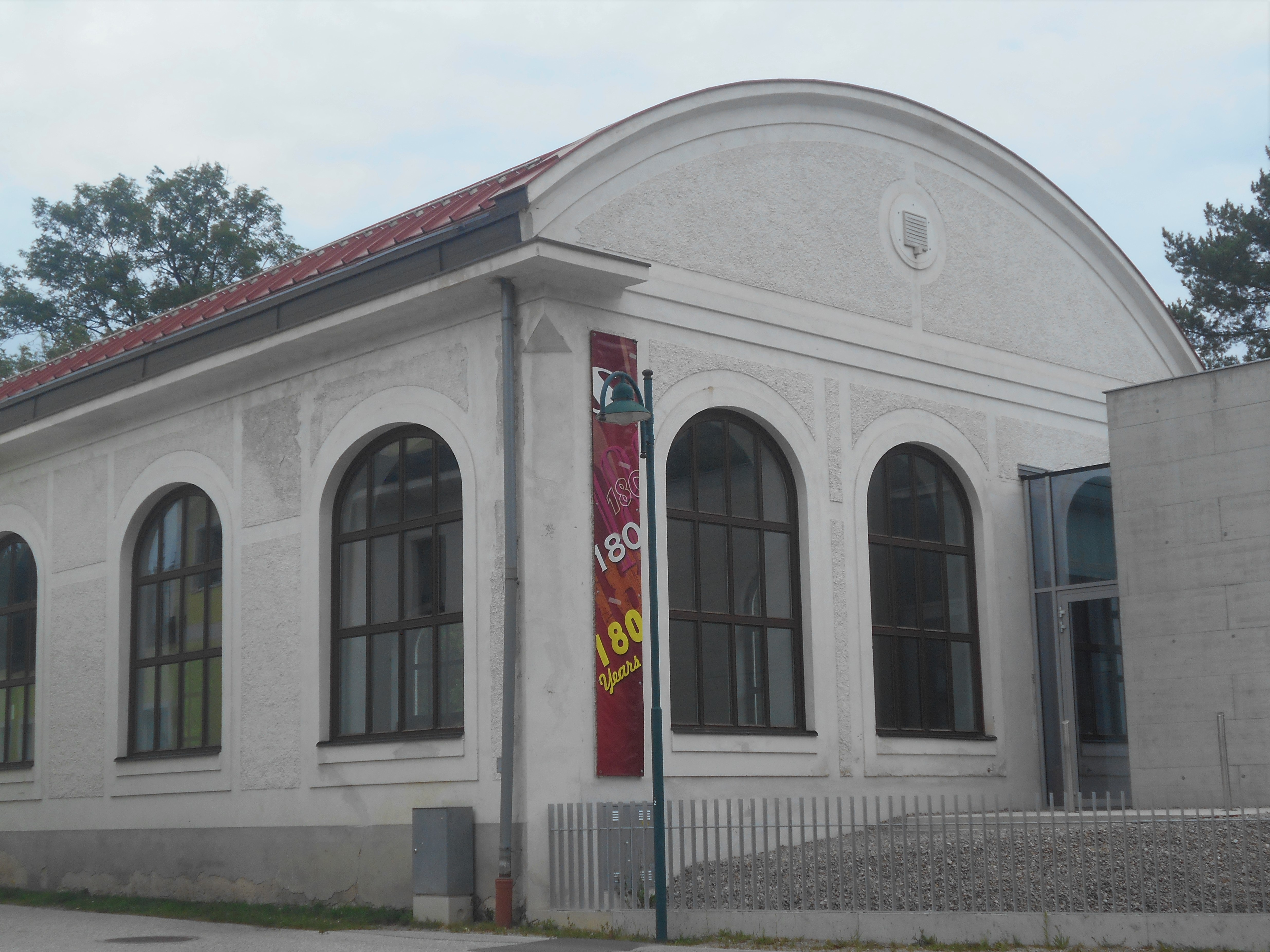
Der Festsaal

### Kurhotel d’Orange und ehemaliges Café
Das Hotel d’Orange (Hauptplatz Nr. 4) ist mit seinen vier Geschoßen und fünf Achsen heute noch eines der markantesten Gebäude im Ort. Es ist späthistoristisch mit neobarocken Elementen und wurde 1913 erbaut. Mit dem Hotel war auch ein Nebenbau (Hauptplatz Nr. 3) verbunden, in dem ein Café untergebracht war, dieser war mit einem orangerieartigen Verbindungsgang mit dem Hotel verbunden.

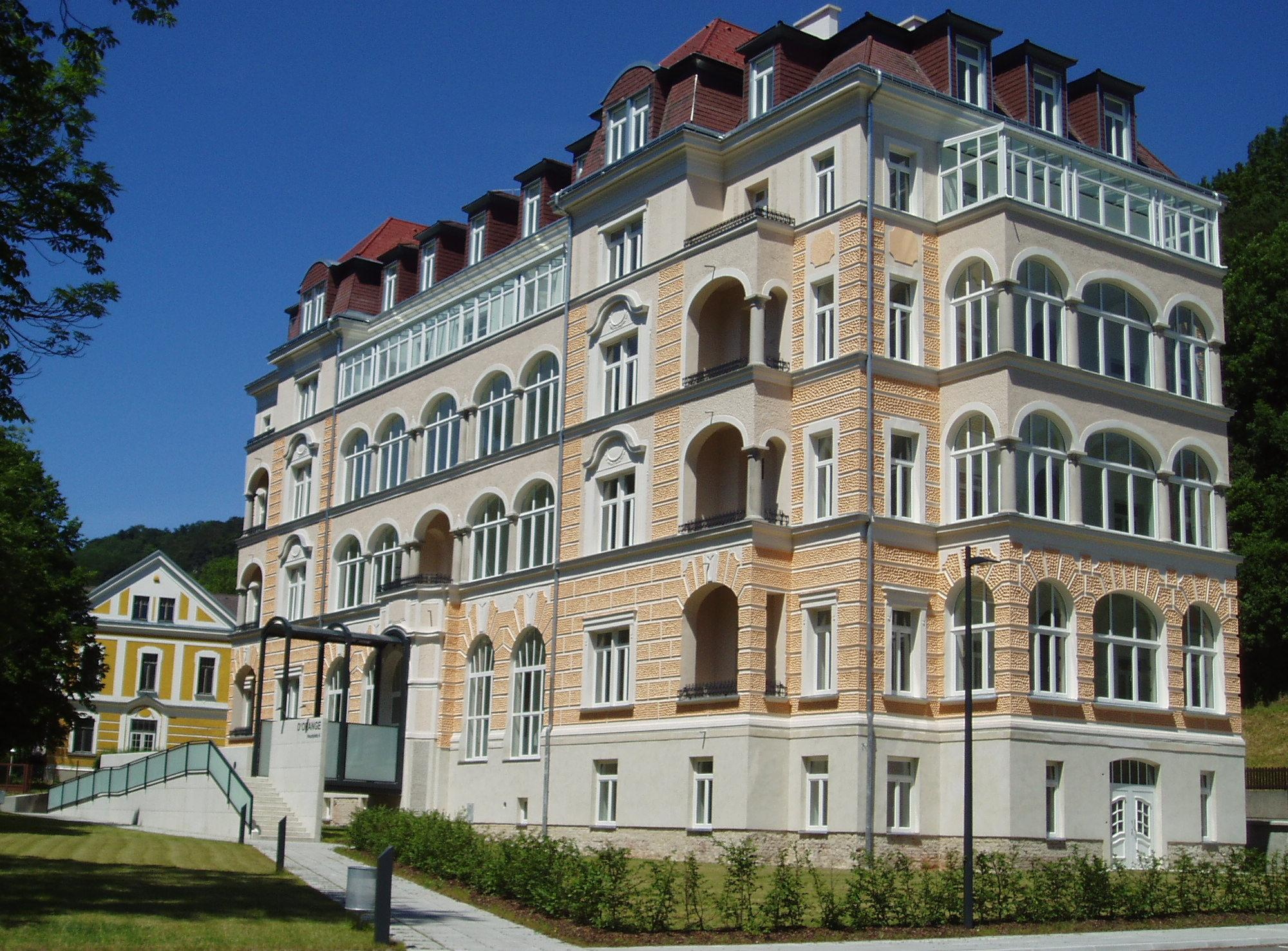
Das renovierte ehemalige Curhotel d´Orange
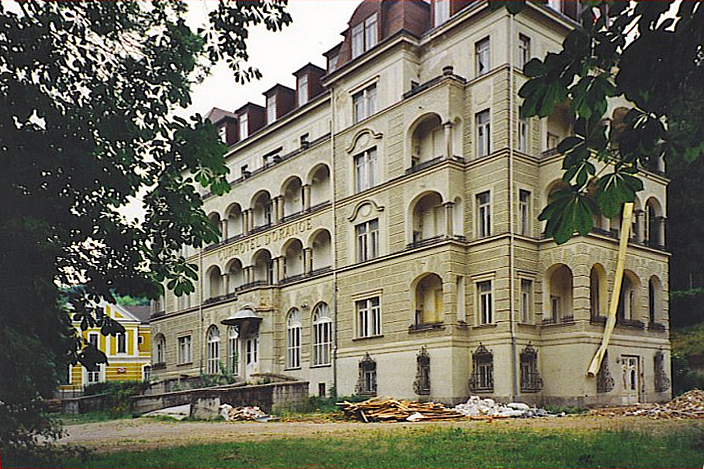
Curhotel d´Orange am Beginn der Renovierung
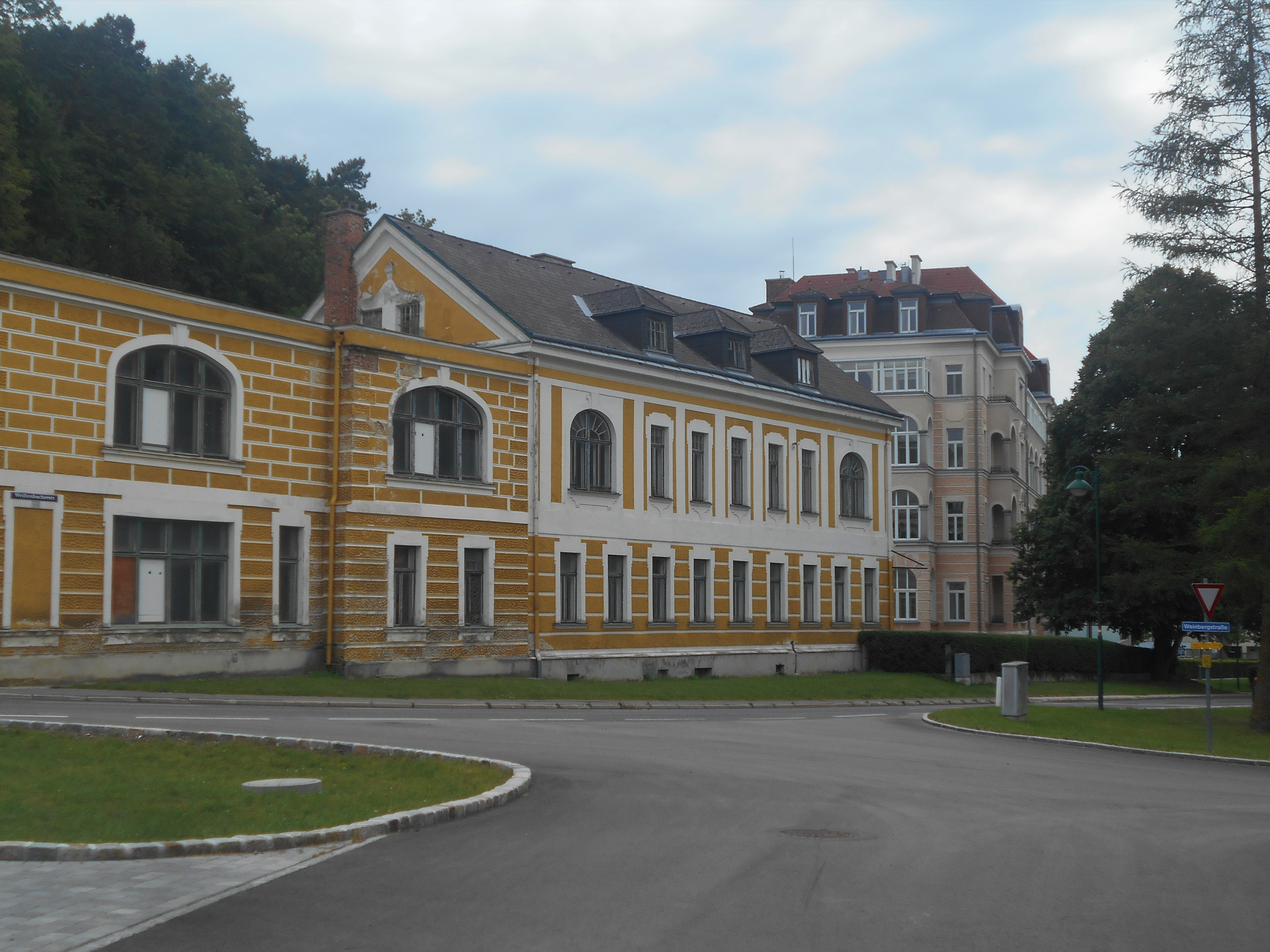
Das ehemalige Café mit dem d’Orange im Hintergrund

### Ältere Villenkolonie
Die Villen der älteren Kolonie befinden sich im Westen, in der Weinberg-, Wolzogen- und Wimpffenstraße. Diese Villen sind zwischen 1895 und 1905 erbaut worden.

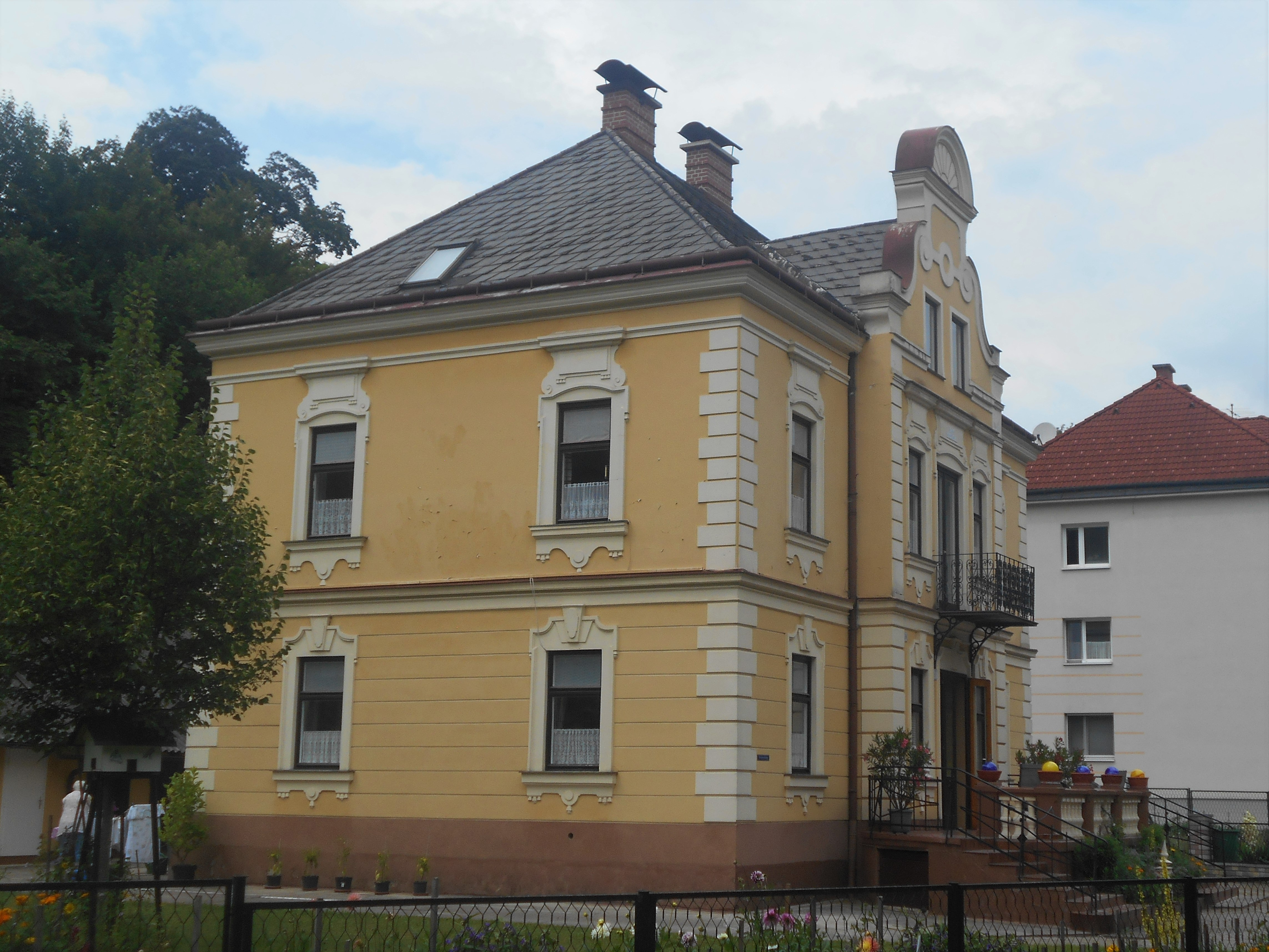
Weinbergstraße 8, neobarock
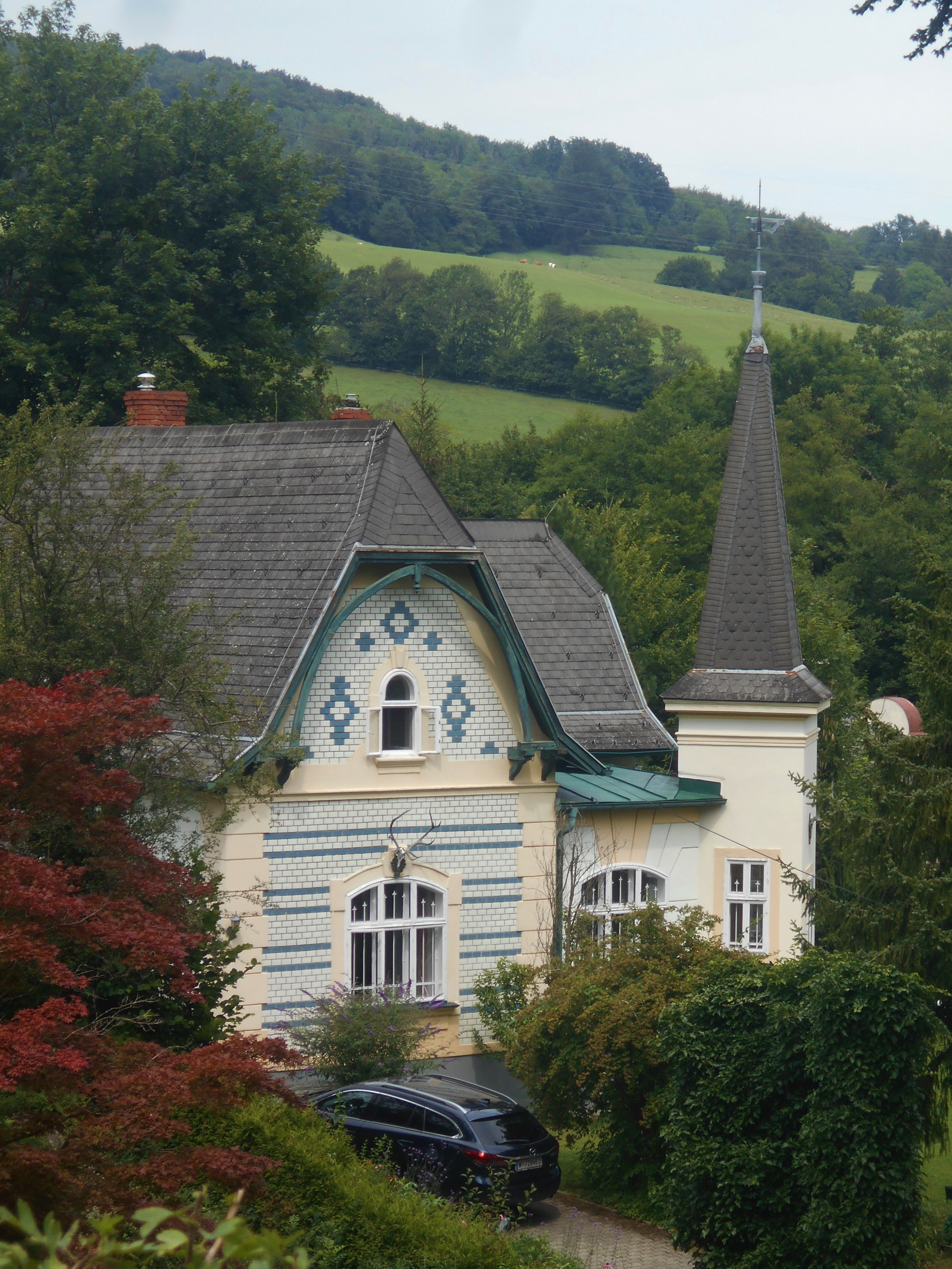
Weinbergstraße 10
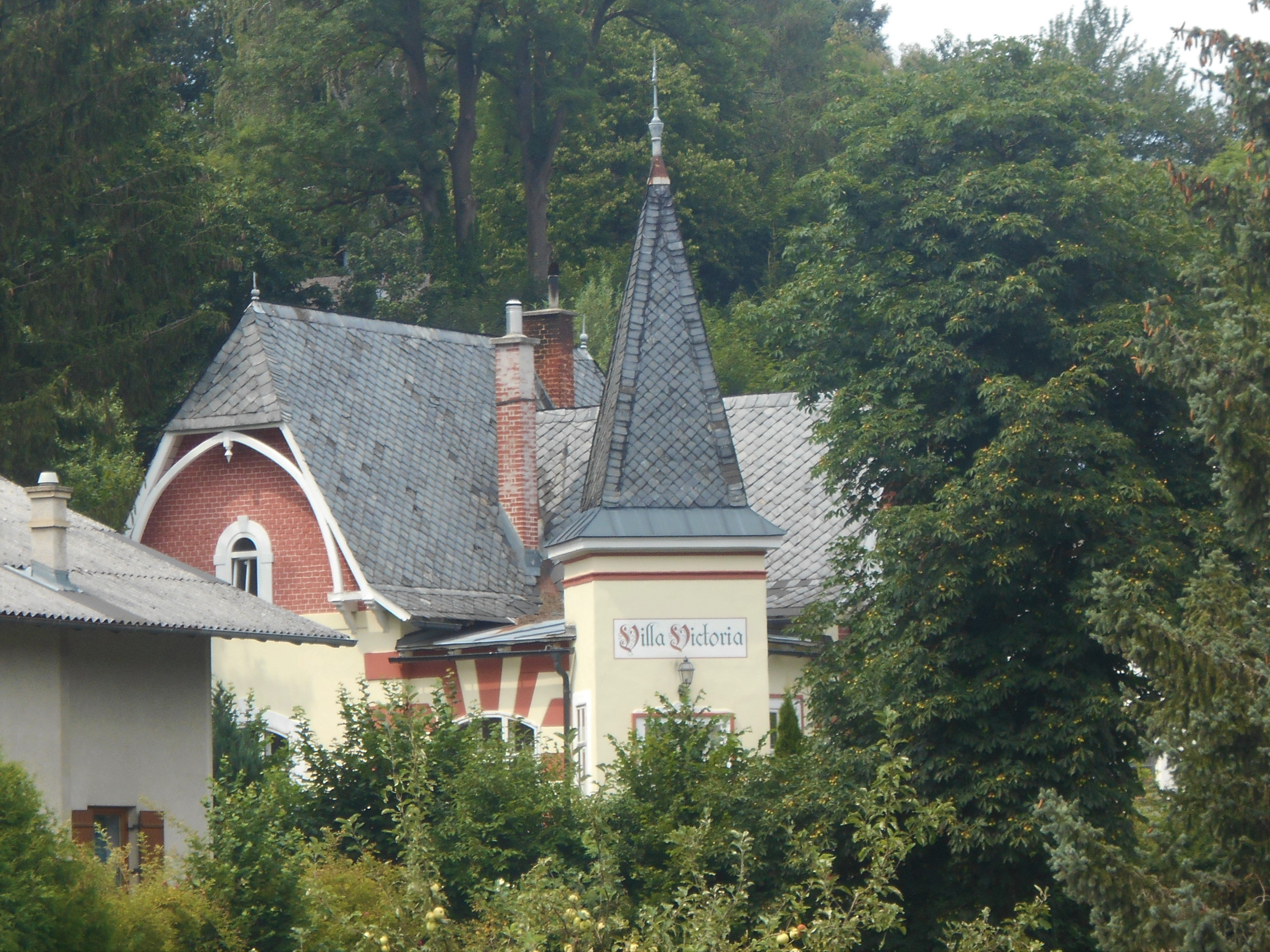
Wimpffenstraße 3 (Villa Victoria)

### Jüngere Villenkolonie
Mehrere späthistoristische Villen befinden sich vor allem in der Neuen Straße am östlichen Ortsrand. Es handelt sich um zwei Gruppen (Nr. 3 und 7 sowie 9–13 und 19–23), deren Bauten sich jeweils nur in Details wie dem Aussehen der Türmchen unterscheiden. Alle diese Gebäude sind im zweiten Bauboom 1911/12 entstanden.

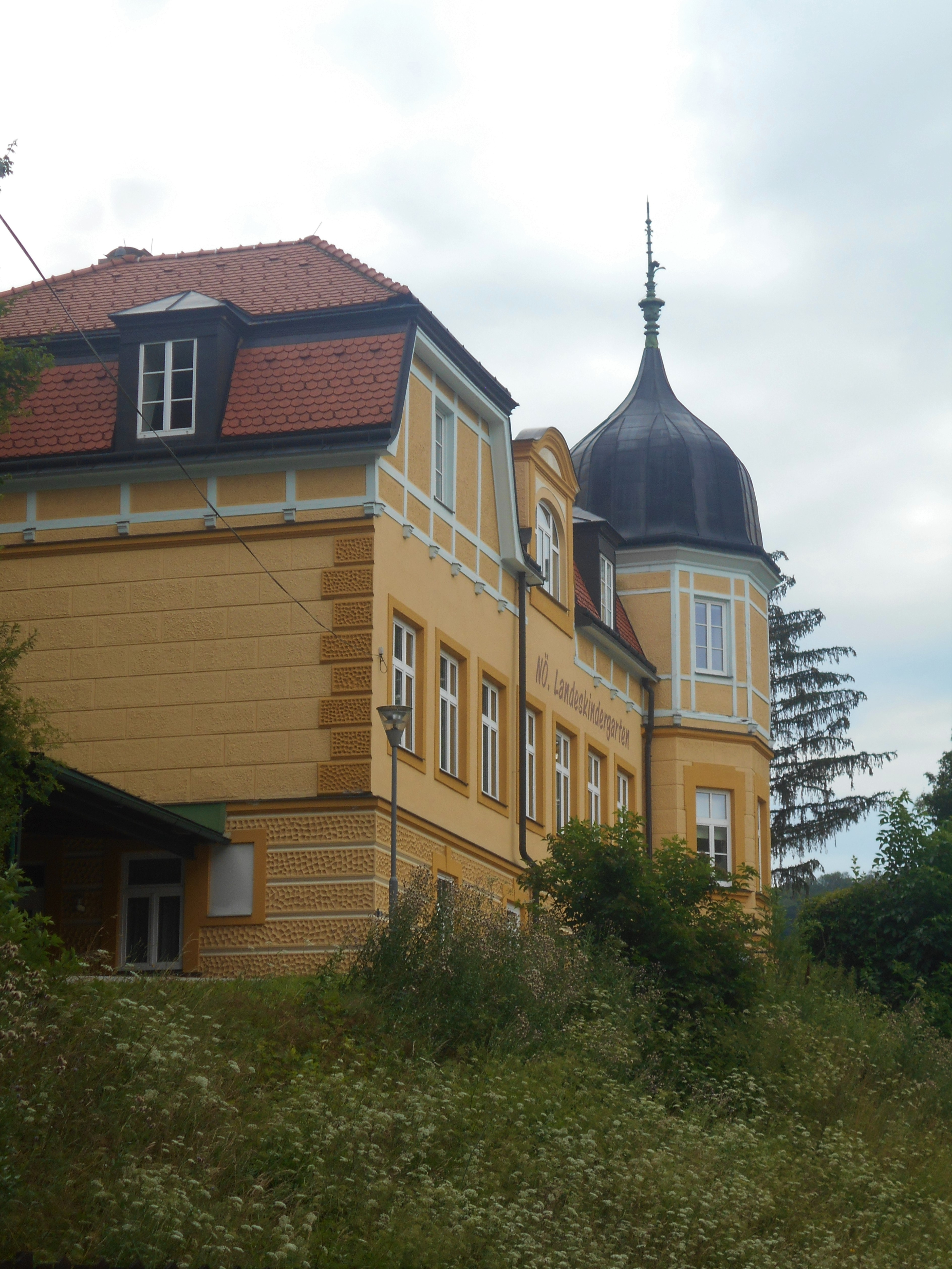
Villa Castella, Neue Straße Nr. 3, nunmehr ein Kindergarten
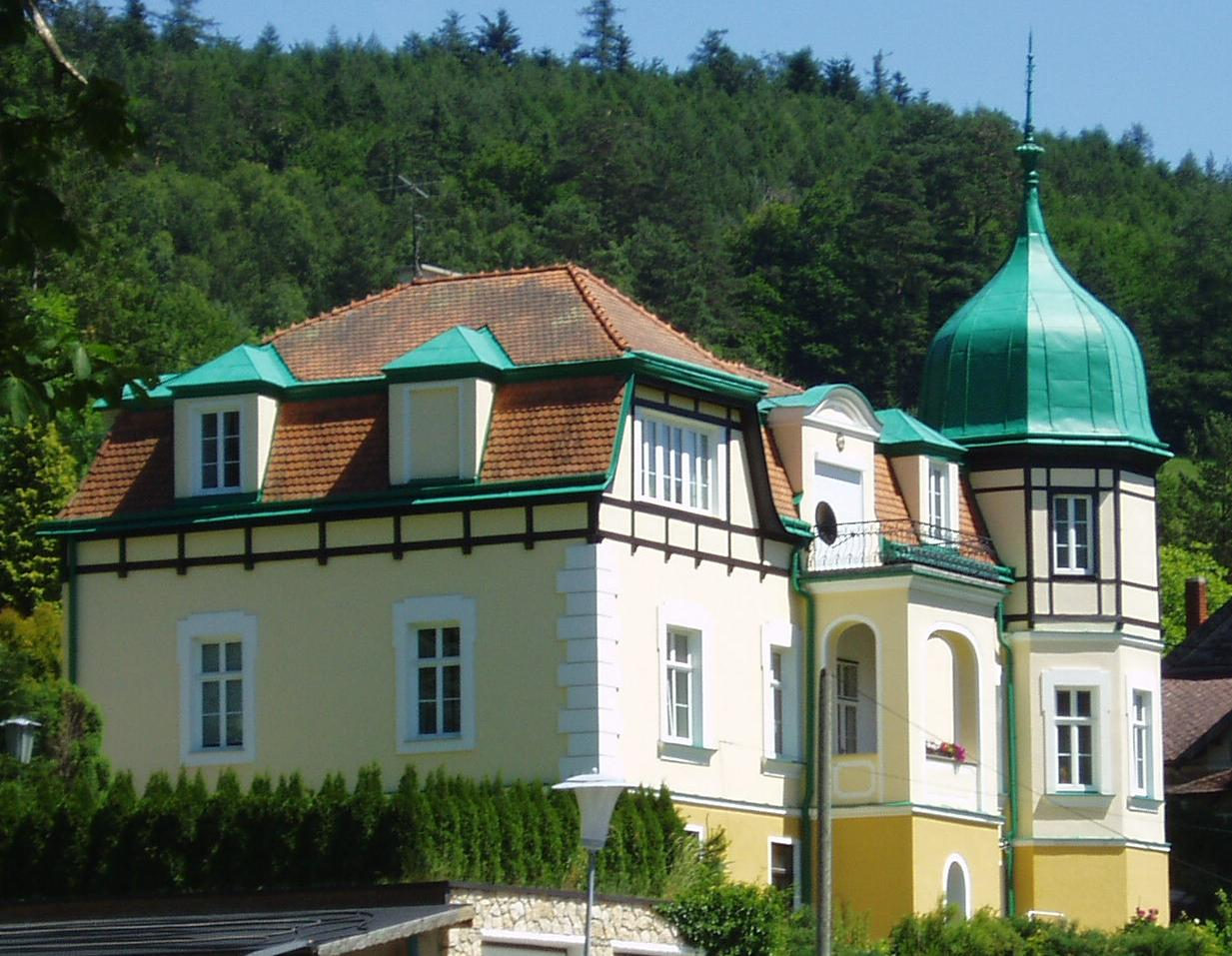
Villa Adria, Neue Straße Nr. 7
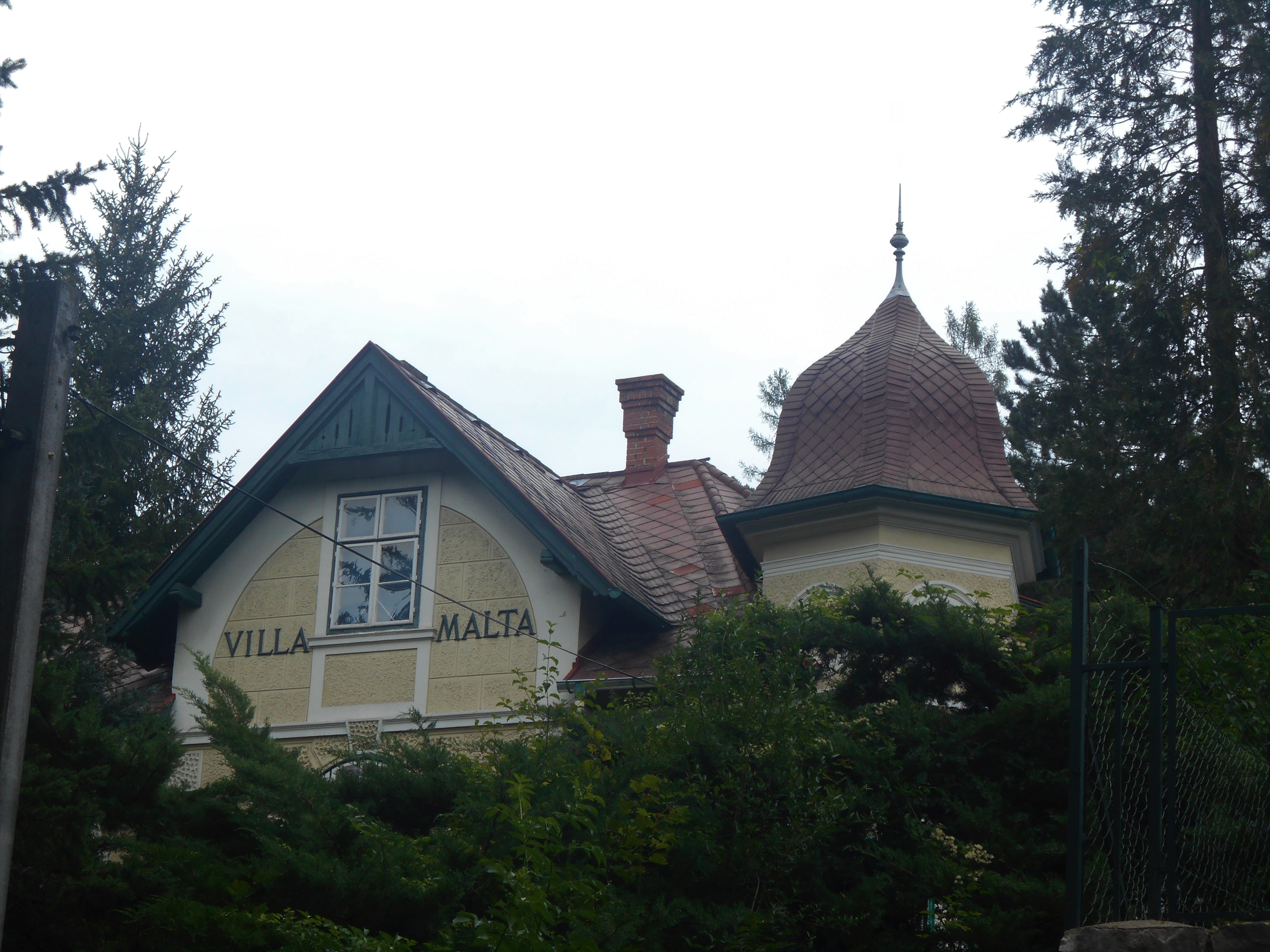
Villa Malta, Neue Straße Nr. 11
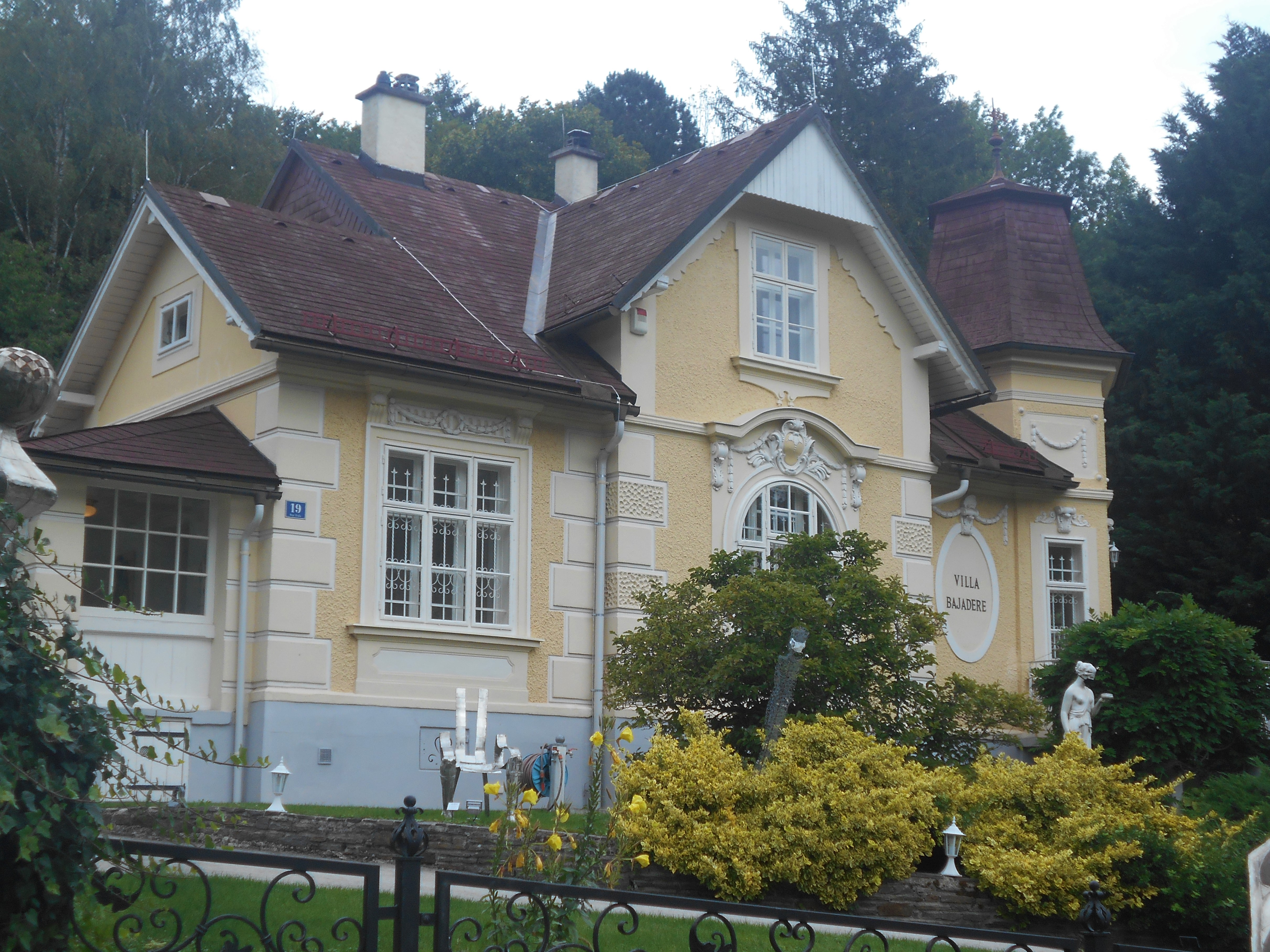
Villa Bajadere, Neue Straße Nr. 19

## Öffentliche Einrichtungen
In Neuhaus befindet sich ein Kindergarten.

## Persönlichkeiten
- Simon von Wimpffen (1867–1925), Begründer des hiesigen Kurbetriebs